# Perviata
Die Perviata, auch Frenulata oder Pogonophora im eigentlichen Sinne, sind eine Gruppe der Bartwürmer (Pogonophora) und gehören entsprechend zu den Röhren bauenden Ringelwürmern (Annelida). Sie leben auf dem Meeresboden fast aller Weltmeere vor allem in 1000 m bis 10.000 m Tiefe. Die Tiere sind sehr dünn und erreichen Körperlängen von bis zu 22 Zentimetern. Die Ernährung aller Bartwürmer erfolgt über symbiotische Bakterien, die Schwefelverbindungen in organische Nahrungsstoffe umwandeln.

## Merkmale
Perviata haben Durchmesser zwischen 0,1 und 3 Millimetern bei einer durchschnittlichen Körperlänge von fünf bis 75 Millimetern. Alle Arten leben in Röhren. 
Die Perviata besitzen einen Rumpf mit zahlreichen Ausstülpungen (Papillen), Annuli mit Haken und Cilienbändern. Dieser läuft in ein Hinterende (Opisthosoma) aus, welches segmentiert ist und Borsten trägt. Der Vorderkörper besitzt eine schräg verlaufende Leiste (Frenulum) und trägt einen Kopflappen sowie zwischen einem und 200 dorsale Tentakel, die gefiedert sein können.
Das Material für die Röhren aller Bartwürmer wird von Drüsenzellen in der Epidermis der Bartwürmer aus Chitin gebildet und sezerniert. Bei den Perviata sind die Röhren zum größten Teil im Sediment oder anderen Substraten eingebettet und ragen meistens nur wenig hinaus, bei Siboglinum poseidoni sind sie sogar vollständig eingegraben. Die Röhren wachsen bei ihnen, indem an beiden Enden neues Material angelagert wird. Zur Stoffaufnahme ist die Röhre durchlässig, sie lässt also gelöste Gase, Salze und Aminosäuren hindurch.

## Fortpflanzung und Entwicklung
Die Befruchtung der Perviata erfolgt in der Röhre der Weibchen. Hier entwickeln sich die Eier in der Röhre über eine Spiralfurchung in eine bewimperte Larve, die kurze Zeit freischwimmend ist und sich dann am Boden absetzt. Es entwickelt sich erst ein bewimpertes Stadium mit einem oder zwei Tentakel, später kommt es zu einer Differenzierung des Körpers in die verschiedenen Körperregionen. Während dieser Entwicklung wird bereits die Röhre abgeschieden.

## Verbreitung und Lebensraum
Ein Großteil der bekannten 140 Arten lebt im westlichen Pazifik und in den tiefen ozeanischen Gräben, aber auch bei Grönland, Neuseeland, im Indischen Ozean und im nordöstlichen Atlantik sind einige Arten zu Hause.
Bartwürmer wurden bislang in Tiefen von 25 bis über 10.000 Metern nachgewiesen, vor allem jedoch in der Tiefsee. 